# Algorisme del gradient estocàstic

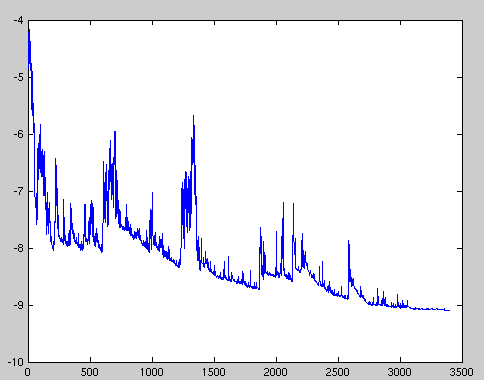
Fig.1 Exemple de convergència amb el mètode de gradient estocàstic en un ploblema d'aprenentatge artificial.

L'algorisme del gradient estocàstic (amb acrònim anglès SGD), també conegut per gradient descendent incremental, és un mètode iteratiu per a optimitzar una funció objectiu derivable. S'anomena estocàstic perque les mostres se seleccionen aleatòriament en comptes d'un ordre predeterminat. Va ser desenvolupat per Herbert Robbins i Sutton Monro l'any 1951.

## Aplicacions
- Aprenentatge automàtic
- Regressió logística
- Model gràfic (estadística)
- Xarxa neuronal artificial